# Lego-Brücke
Le Lego-Brücke (littéralement pont Lego en français) est un pont en béton situé dans la ville allemande de Wuppertal. L’artiste Martin Heuwold l’a peint en 2011 pour lui donner l’aspect de briques Lego.

## Historique

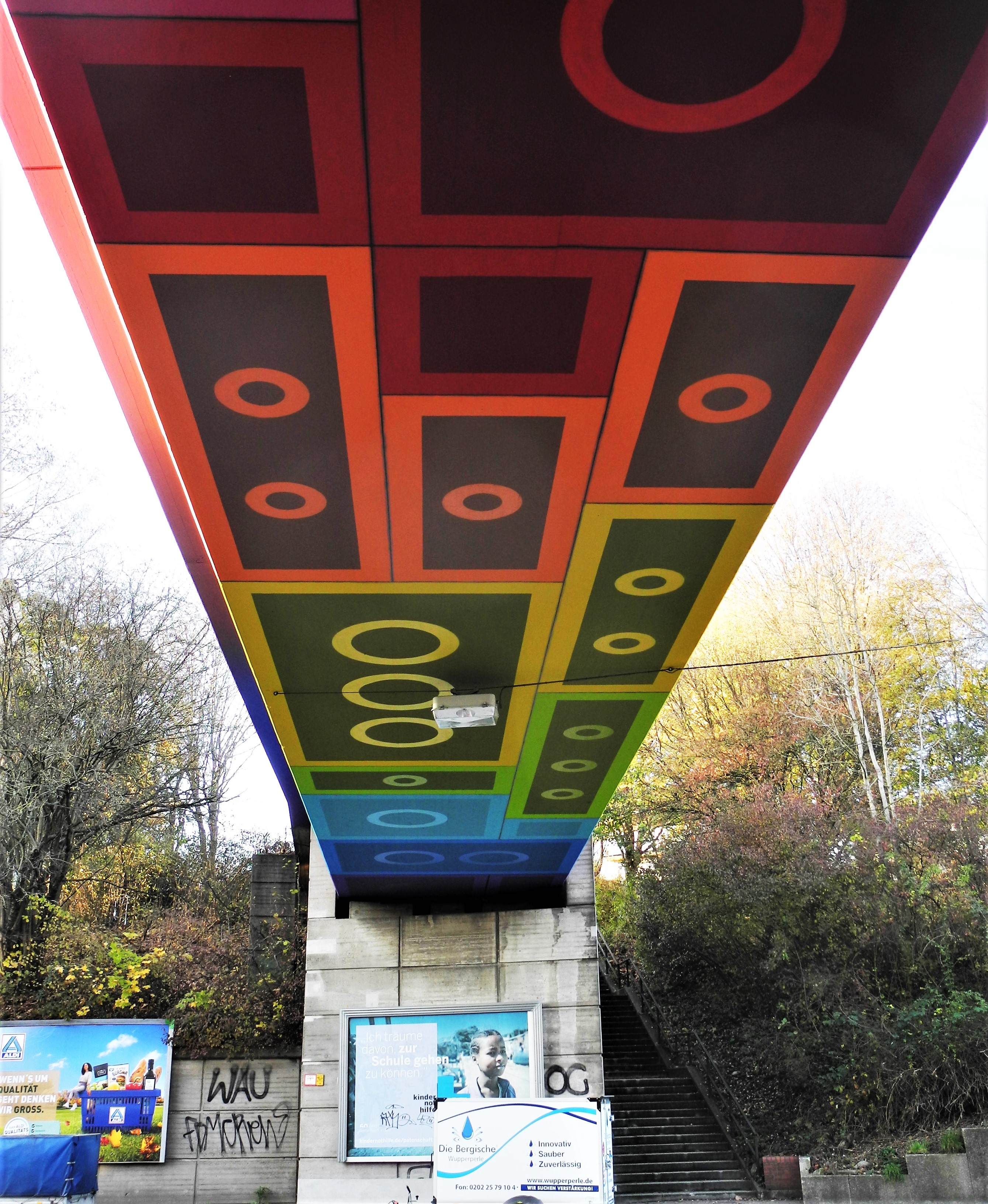
Autre vue du pont Lego

Le pont sur la Schwesterstraße fait partie des infrastructures de la Wuppertaler Nordbahn, une portion de la voie de chemin de fer reliant Düsseldorf à Dortmund. Le trafic ferroviaire cesse à la fin des années 1990, l’emprise des voies étant peu à peu convertie en chemin piéton et cyclable. En 2011, Martin Heuwold (aussi connu sous le pseudonyme de Megx) et sa compagne Ninon Becker ont l’idée de peindre le pont en briques de Lego, inspirés par les jouets de leurs filles. La municipalité et l’entreprise danoise ayant donné leur accord, les travaux de peinture se déroulent en septembre 2011 : Heuwold utilise une nacelle de chantier pour décorer les 250 m2 du pont.
Le Lego-Brücke reçoit en 2012 le Deutschen Fassadenpreis, un prix d’architecture,.